# Pericalymma spongiocaule
Pericalymma spongiocaule är en myrtenväxtart som beskrevs av Cranfield. Pericalymma spongiocaule ingår i släktet Pericalymma och familjen myrtenväxter. Inga underarter finns listade i Catalogue of Life.